# Heterochroma insignis
Heterochroma insignis là một loài bướm đêm trong họ Noctuidae.